# Ardore
Ardore és un municipi de la Ciutat metropolitana de Reggio de Calàbria, a la regió italiana de Calàbria, situat a uns 90 km al sud-oest de Catanzaro i a uns 45 km a l'est de Reggio de Calàbria. A 1r de gener de 2019 tenia 5.090 habitants.
Ardore limita amb els municipis següents: Benestare, Bovalino, Ciminà, Platì i Sant'Ilario dello Ionio.